# 최가박당 5 - 신최가박당
《최가박당 5 - 신최가박당》(新最佳拍　: Aces Go Places V: The Terracotta Hit)은 홍콩에서 제작된 유가량 감독의 1989년 영화이다. 허관걸 등이 주연으로 출연하였고 장권 등이 제작에 참여하였다. 최가박당 시리즈 중 5번째 작품이다.

## 출연

### 주연
- 허관걸
- 장국영
- 맥가
- 니나 리

### 조연
- 이원패
- 황금강
- 천야룬
- 이수현
- 장요양

## 기타
- 미술: 위계신
- 의상: 토머스 종
- 무술연출: 유가영